# Campeonato Nacional de Albania 1955
El Campeonato Nacional de Albania de 1955 (en albanés, Kampionati Kombëtar Shqiptar 1955) fue la 18a. edición del Campeonato Nacional de Albania.

## Resumen
Fue disputado por 16 equipos y Dinamo Tirana ganó el campeonato.

## Clasificación
|               | Pos. | Equipo                        | PJ | PG | PE | PP | GF | GC | Dif. | Pts. |
| ------------- | ---- | ----------------------------- | -- | -- | -- | -- | -- | -- | ---- | ---- |
|               | 1    | Dinamo Tirana                 | 30 | 25 | 5  | 0  | 74 | 9  | +65  | 55   |
|               | 2    | Partizani                     | 30 | 26 | 3  | 1  | 96 | 15 | +81  | 55   |
|               | 3    | Puna Tiranë                   | 30 | 16 | 5  | 9  | 50 | 35 | +15  | 37   |
|               | 4    | Dinamo Shkodra                | 30 | 13 | 7  | 10 | 46 | 41 | +5   | 33   |
|               | 5    | Puna Shkodër                  | 30 | 11 | 10 | 9  | 30 | 22 | +8   | 32   |
|               | 6    | Dinamo Durrësi                | 30 | 10 | 11 | 9  | 34 | 28 | +6   | 31   |
|               | 7    | Puna Vlorë                    | 30 | 10 | 11 | 9  | 33 | 37 | -4   | 31   |
|               | 8    | Luftëtari Sh.BO "Enver Hoxha" | 30 | 11 | 9  | 10 | 38 | 46 | -8   | 31   |
|               | 9    | Puna Korçë                    | 30 | 10 | 8  | 12 | 37 | 37 | 0    | 28   |
|               | 10   | Puna Kavajë                   | 30 | 8  | 11 | 11 | 37 | 49 | -12  | 27   |
|               | 11   | Tekstilisti                   | 30 | 7  | 11 | 12 | 28 | 39 | -11  | 25   |
|               | 12   | Puna Berat                    | 30 | 8  | 9  | 13 | 34 | 53 | -19  | 25   |
|               | 13   | Puna Durrës                   | 30 | 6  | 11 | 13 | 25 | 40 | -15  | 23   |
| Decrecimiento | 14   | Spartaku Tiranë               | 30 | 6  | 10 | 14 | 36 | 46 | -10  | 22   |
| Decrecimiento | 15   | Puna Elbasan                  | 30 | 5  | 9  | 16 | 20 | 53 | -33  | 19   |
| Decrecimiento | 16   | Puna Gjirokastër              | 30 | 2  | 2  | 26 | 14 | 82 | -68  | 6    |